# 中島錫胤

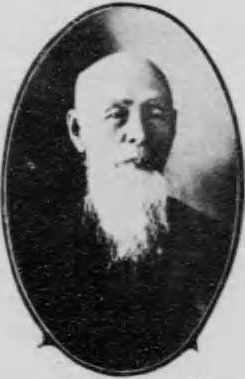
中島錫胤

中島 錫胤（なかじま ますたね、1830年1月2日（文政12年12月8日） - 1905年（明治38年）10月5日）は、幕末の徳島藩士、明治時代の内務・司法官僚、裁判官。官選県知事を歴任、元老院議官・貴族院議員。錦鶏間祗候、華族（男爵）。
またの名を中島永吉、直人。明治維新後に錫胤と名乗る。号は可庵、無外。

## 生涯
徳島藩士・三木章助の長男として、徳島城下の佐古町楠小路（現在の徳島県徳島市佐古地区）で生まれる。はじめ漢学を楠本鼇山・岩本贅庵に学び、京都に出て儒者・中島棕隠の門下となる。老齢の中島棕隠の養子となり、中島永吉と称した。
幕末期には新居水竹らと交わり、尊王攘夷派として国事に奔走。桜田門外の変を引き起こした水戸藩士の金子孫二郎、高橋多一郎らと関わったことから、万延元年（1860年）には事件関係者として捕えられ、伏見で投獄された（のち赦免）。
また、文久3年（1863年）には足利三代木像梟首事件に関係したとして、小室信夫とともに幕吏に追われる。徳島に逃れ、豪商志摩利右衛門 の徳島佐古大安寺近くの別邸に匿われるが捕えられ、慶応4年（1868年）2月まで徳島塀裏の獄中にあった。
明治元年（1868年）、徳島藩の徴士となり、刑法事務局権参事、刑法官参事として出仕。明治2年（1869年）に兵庫県知事に任命された（任期はごく短期間であり、神戸に着任はしなかった）ほか、地方官として勤務。1873年（明治6年）以後は司法省に勤務し、長崎裁判所長、静岡裁判所長、長崎・宮城・名古屋の各控訴裁判所長を歴任。1884年（明治17年）に元老院議官となる。明治22年（1889年）に山梨県知事となり、4年間その席にあった。
1896年（明治29年）6月、男爵に叙せられる。翌年貴族院議員となった。
1905年（明治38年）10月5日没、77歳。雑司ヶ谷霊園1-4- A-2-1に墓碑がある。
錫胤は華族一代論を主張していたため、死後襲爵の手続きがなされなかった。娘はジャーナリストの大野若三郎（雑誌『同人』主宰）に嫁ぐ。
嫡孫・鶴子は白井喬二（時代小説作家）に嫁ぐ。

### 経歴
- 1844年 - 家老の稲田氏に従って江戸に出、湯島聖堂（昌平黌）に学ぶ。
- 1851年 - 京都の老儒である中島棕隠の門に入り養子となり中島永吉と称した。
- 1869年5月21日 - 兵庫県知事（ - 1869年6月1日）
- 1870年9月2日 - 岩鼻県知事（ - 1871年1月11日）
- 1871年12月18日 - 飾磨県権令（ - 1872年8月27日）
- 1872年9月25日 - 七尾県権令（ - 1872年12月18日）
- 1884年 - 元老院議官となる。
- 1889年 - 山梨県知事となる。
- 1896年6月5日 - 男爵を叙爵[9]。
- 1897年7月10日 - 貴族院男爵議員[10]

## 栄典・授章・授賞
位階
- 1885年（明治18年）2月6日 - 従四位[11]
- 1886年（明治19年）10月20日 - 従三位[12]
- 1905年（明治38年）10月4日 - 従二位[13]

勲章等
- 1887年（明治20年）11月25日 - 勲二等旭日重光章[14]
- 1889年（明治22年）11月25日 - 大日本帝国憲法発布記念章[15]
- 1896年（明治29年）6月5日 - 男爵[16]
- 1905年（明治38年）10月5日 - 勲一等瑞宝章[17]